# Frenkel-hiba

Frenkel-hiba ezüst-kloridban

A kristálytanban a pontszerű kristálytani hibák egy típusa a Frenkel-hiba, vagy Frenkel-pár. Utóbbi elnevezés arra utal, hogy ezt a hibatípust valójában két pontszerű, egymással összefüggő kristályhiba: egy vakancia, és egy hozzá közeli intersticiális hiba alkotja. E két ponthiba alkotta képződmény azért fogható fel önálló hibatípusként, ugyanis bizonyos folyamatok jellemző képződménye.
A hibatípust Jakov Iljics Frenkel szovjet kutatóról, a jelenség első ismertetőjéről nevezték el.

## Fizikai jellemzői

### Létrejötte

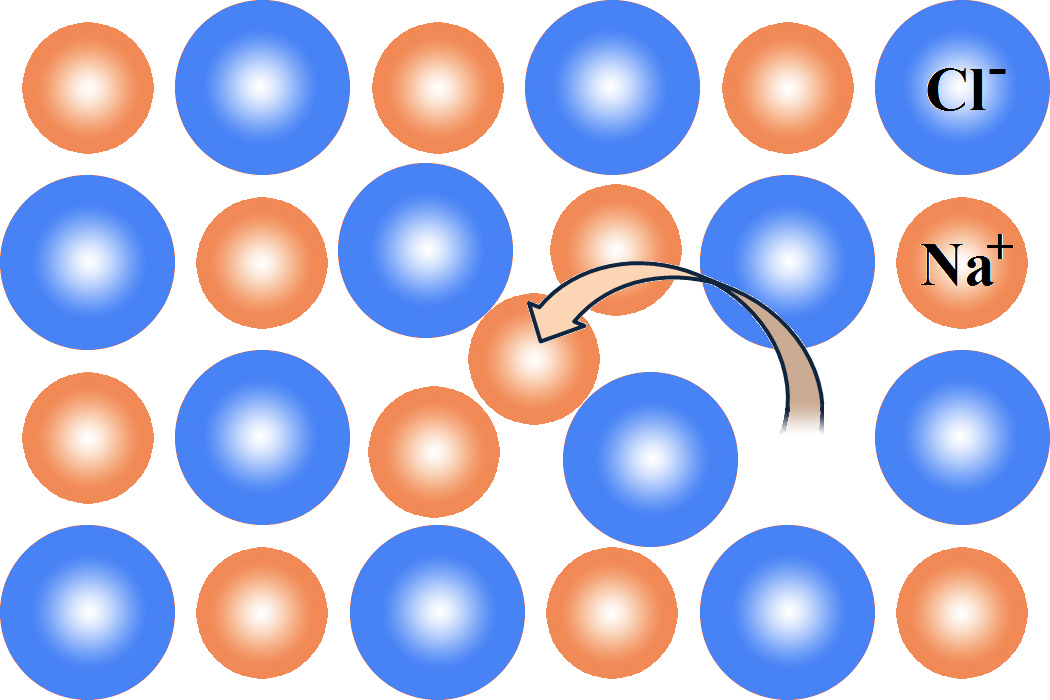
Jellemző keletkezési mechanizmusa: az ionrács egy kationja rácspontját elhagyva rácsközi helyre ugrik

Frenkel-hibának nevezik azt a kristálytani hibát, melyet egy intersticiális atom és egy hozzá közeli helyen egy ugyanilyen anyagi minőségű atom vakanciájának kettőse alkot. Legjellemzőbb képződési mechanizmusa, hogy egy szabályos, egy- vagy többkomponensű kristály egy atomja a rácspontról külső hatásra elmozdul, és egy közeli, rácsközi helyen rögzül. Ilyen külső hatás lehet például egy sugárzás, mely kellő energiát közöl a kristály egy atomjával, hogy az eredeti rácshelyét elhagyja, azonban a kristályt nem hagyja el.
Kristályokban az intersticiális hibák általában nagy többletenergiát képviselnek a rendezett rácshoz képest, ezért szobahőmérsékleti egyensúlyi koncentrációjuk a Boltzmann-eloszlás értelmében csekély. Mivel egy Frenkel-hiba képzéséhez is ilyen hibahelynek kell létrejönnie, ezért a Frenkel-hibák egyensúlyi száma is igen kicsi.

### Tulajdonságai
Röntgennel besugárzott alkáli-halogenid ionkristályok esetén jellemző tapasztalat a Frenkel-hibák keletkezése. Ezt elősegíti, ha egy kétkomponensű ionkristályt alkotó atomjai között nagy a méretkülönbség. Például figyeltek már meg ilyen hibatípust az alábbi ionos anyagokban:
- cink-szulfid,[4]
- nátrium-klorid,[5]
- ezüst(I)-klorid,[6][7]
- ezüst(I)-bromid,[8]
- ezüst(I)-jodid,[8]
- bárium-fluorid,[9]
- kalcium-fluorid,[9]
- kálium-bromid,[2]
- kálium-klorid,[2]

továbbá fémekben is előfordul.
Az ionos jellegű kristályokban a kation gyakran kisebb méretű, mint az anion, ezért ezekben nagyobb a gyakorisága a kationvakancia és intersticiális kation kettőséből álló Frenkel-hibának.
A hibatípus nincs hatással a rács tömegére és térfogatára, ugyanis létrejöttekor csak kristályon belüli atomáthelyeződés történik, a kristályt nem hagyja el atom.

## Fordítás
Ez a szócikk részben vagy egészben  a   Frenkel defect című angol Wikipédia-szócikk ezen változatának fordításán alapul.  Az eredeti cikk szerkesztőit annak laptörténete sorolja fel. Ez a jelzés csupán a megfogalmazás eredetét és a szerzői jogokat jelzi, nem szolgál a cikkben szereplő információk forrásmegjelöléseként.